# Martin Klink
Martin Klink   (Apolda, 25 de setembre de 1940) és un nedador alemany, ja retirat, especialista en estil lliure, que va competir sota bandera de la República Democràtica Alemanya durant la dècada de 1960.
En el seu palmarès destaca una medalla de bronze en els 4x200 metres lliures del Campionat d'Europa de natació de 1962 i el campionat nacional de la República Democràtica Alemanya del 1.500 metres lliures de 1963.
El 1964 va prendre part en els Jocs Olímpics d'Estiu de Tòquio, on quedà eliminat en sèries en la prova dels 400 metres lliures del programa de natació.